# 司怪增二
HD 40724，又名BD+22 1140，SAO 77858、HR 2116，是一颗雙子座的恒星，视星等为6.37，位于銀經187.47，銀緯-0.2，其B1900.0坐标为赤經5h 55m 39.2s，赤緯+22° -0.2′ 53″。